# 杉本浩二
杉本 浩二（すぎもと こうじ、1975年1月18日 - ）は、スクウェア・エニックスに所属する日本のゲームプログラマ。静岡県出身。1993年4月1日スクウェア入社。『デュープリズム』ではディレクターとしても活躍した。2004年に休職し英国ケンブリッジ大学に短期留学、帰国後復職している。

## 代表作
- クロノ・トリガー（1995年）ビジュアルプログラム
- トレジャーコンフリクス（1995年）メインプログラム
- ダイナマイ・トレーサー（1996年）ユーティリティプログラム
- ゼノギアス（1998年）カーネル・3Dエンジン・バトリング
- デュープリズム（1999年）ディレクター・メインプログラム
- ファイナルファンタジーX（2001年）メインプログラム
- 半熟英雄対3D（2003年）メインプログラム・3Dプログラム
- ファイナルファンタジーX-2（2003年）リアルタイムプログラム
- FF7 テクニカルデモ FOR PS3（2005年）プログラマー
- クライシス コア ファイナルファンタジーVII（2007年）3Dエンジンプログラマー
- ファイナルファンタジー零式（2011年）
- スクールガールストライカーズ (2014年) クライアントフレームワーク

## その他
- パソコン通信全盛期、PC9801用FM音源ドライバFMPのコミュニティで音楽・プログラム作品を公開していた。
- プライベートでmixiの人物相関図ソフトを公開し、2005年窓の杜大賞 で編集部賞を受賞した。
- ローカライズ作業補助の内製ツールなども作成。